# Piazza Statuto
Piazza Statuto è una delle piazze più importanti della parte occidentale del centro storico di Torino. Fu l'ultima delle grandi piazze del periodo risorgimentale della capitale sabauda, caratterizzata da eleganti palazzi, con ampi portici lungo il suo perimetro.
Ha una forma allungata e da essa dipartono molte strade: via Luigi Cibrario, via San Donato, corso Francia, che in epoca romana era il tratto iniziale della strada per le Gallie, e via Garibaldi, antico decumanus maximus della colonia romana Julia Augusta Taurinorum, conosciuta un tempo anche come via Dora Grossa.

## Storia e descrizione

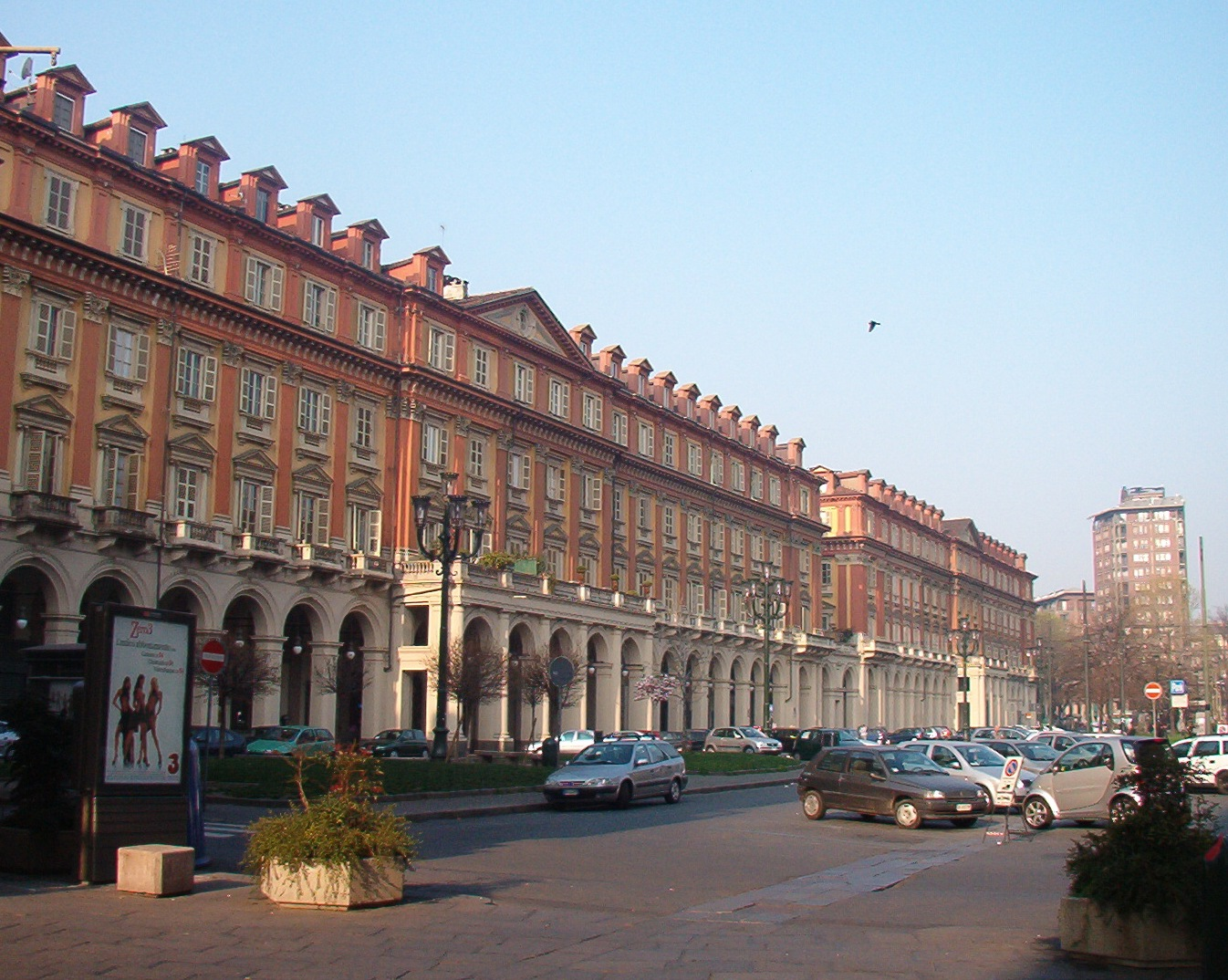
Un lato di Piazza Statuto.

### Nascita della piazza
Con la costituzione del neonato Regno d'Italia nel 1861, il re Vittorio Emanuele II di Savoia diede autorizzazione al completamento del prestigio della città di Torino, ormai capitale del Regno, con l'inizio dei lavori previsti per l'ampliamento della zona di Porta Susa
I lavori furono affidati - e largamente sovvenzionati - dall'impresa londinese di costruzioni Italian Building Society Ltd., che, dal 1863, incominciò la costruzione dei palazzi che attualmente circondano la piazza, su progetto dell'architetto Giuseppe Bollati, che vi cercò d'imporre uno stile piuttosto neoclassico.  
L'intento fu quello di sfruttare il momento politico particolare, quando le difficoltà incontrate dal governo sabaudo nel togliere la città di Roma a papa Pio IX facevano presumere che la capitale del Regno sarebbe rimasta a Torino. Si sarebbero quindi rese necessarie molte abitazioni in più, destinate a militari, funzionari, personaggi politici, personale amministrativo. 
La capitale d'Italia fu invece trasferita a Firenze, una vicenda politica che sfociò nei sanguinosi tumulti torinesi del settembre 1864, i quali, oltre che provocare vittime nella più nota piazza San Carlo, vide come teatro delle proteste proprio la neonata piazza dello Statuto. Nell'ottobre 1864, Vittorio Emanuele II di Savoia delegò il cantiere dei lavori della piazza direttamente al Comune, che cercò di ultimare i palazzi nel 1865 secondo il progetto originale, per poi procedere a rivendere gli edifici all'asta.
La piazza fu dedicata allo Statuto Albertino, la costituzione monarchica scritta dal suo predecessore, re Carlo Alberto di Savoia.

### Palazzo Paravia
Tra i palazzi storici del 1865 in vendita, vi fu quello al civico 18, all'angolo con corso Principe Eugenio, che fu rilevato da Innocenzo Vigliardi Paravia, erede dell'impero editoriale torinese, e dal quale prese il nome. Nell'immediato dopoguerra poi, il palazzo ospitò uffici e materiale didattico della nota casa editrice, in attesa del trasferimento degli uffici nel 1950 presso la nuova sede torinese di corso Racconigi 16.

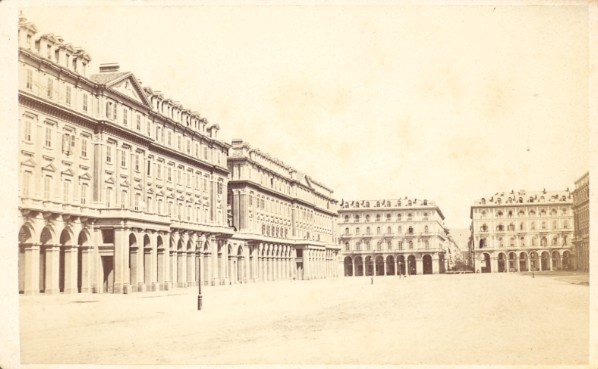
Piazza dello Statuto nel 1865.

### La piazza tra scienza ed esoterismo

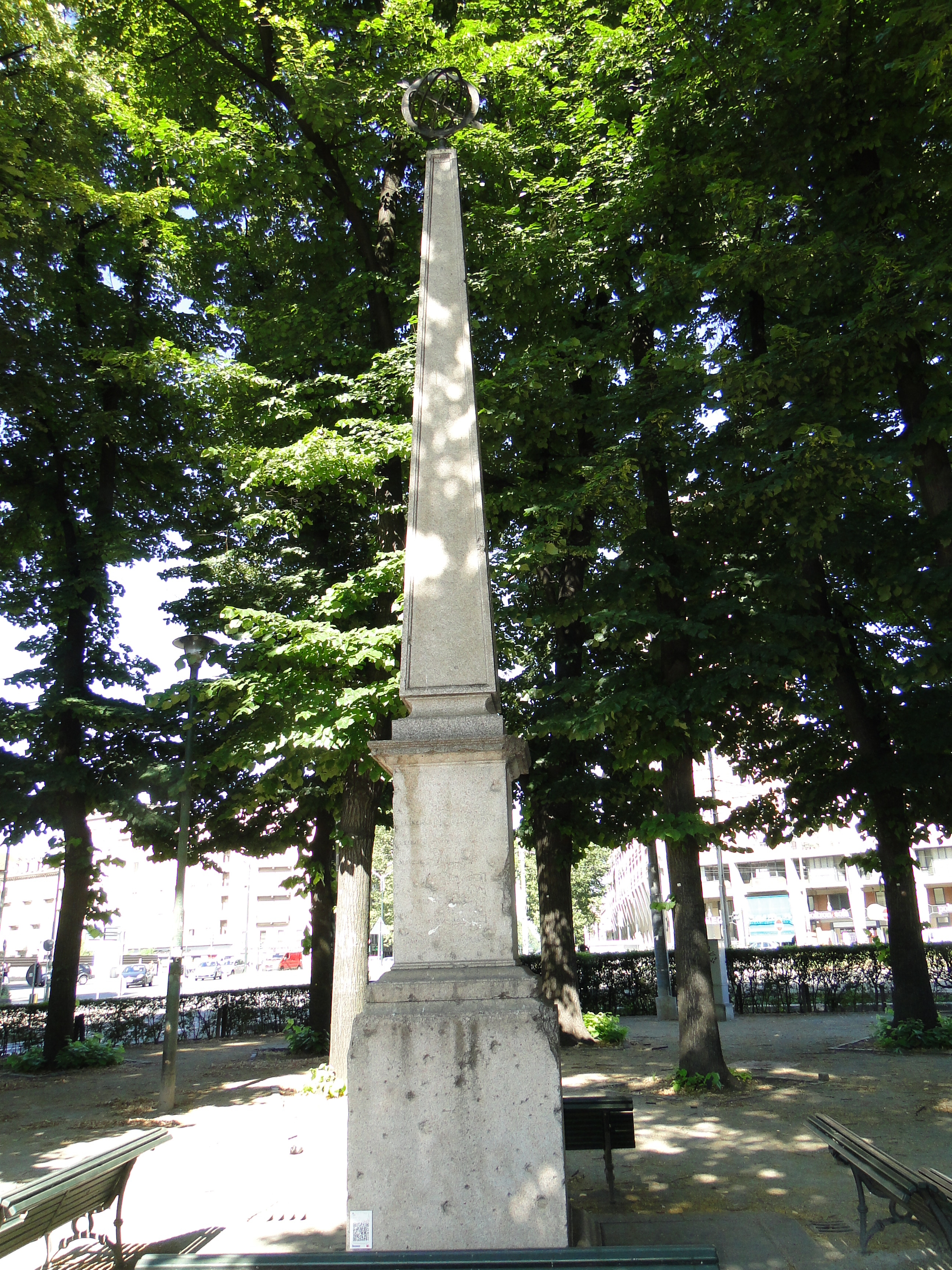
L'obelisco geodetico, detto "Guglia Beccaria" (1808).

Al tempo degli antichi romani, tutta la parte occidentale dello stesso castrum del Quadrilatero Romano, oltre le mura della cosiddetta "Porta Segusina" (nei pressi dell'attuale piazza Savoia), veniva usata spesso come necropoli e, molto probabilmente, anche come luogo delle esecuzioni capitali, e da cui deriverebbe il nome del rione a ridosso della piazza (chiamato "Valdocco", nome che deriverebbe dal latino valle occisorum). La vicinanza al poco distante Rondò dla Forca poi, nome popolare del luogo delle esecuzioni capitali dal 1821-1835 fino al 1852 circa, alla confluenza di corso Valdocco con corso Regina Margherita, rafforzò la credenza che l'intera zona avesse qualcosa di opprimente e di malefico.
La piazza, nel contesto delle leggende esoteriche sulla "Torino magica", divenne quindi nota come uno dei "vertici" del cosiddetto "triangolo della magia nera" (gli altri sarebbero Londra e San Francisco, mentre Piazza Castello (Torino) sarebbe il vertice del triangolo esoterico della magia bianca con Lione e Praga).

### Guglia Beccaria
Un altro punto curioso inoltre, viene indicato da un piccolo obelisco con un astrolabio sulla sommità, situato nell'aiuola poco più a ovest rispetto allo stesso monumento del traforo ferroviario del Fréjus. In realtà, quest'obelisco fu eretto nel 1808 dall'artista Lorenzo Lombardi (1763-1841) per indicare un punto geodetico, in ricordo di un vecchio calcolo trigonometrico del 1760 sulla lunghezza di una porzione di meridiano terrestre (il Gradus Taurinensis), eseguito insieme con altri punti geografici: uno si trova nel vicino comune piemontese di Rivoli, dove c'è un obelisco esattamente gemello proprio al fondo di Corso Francia, altri due invece si trovano nelle più lontane località quali Andrate e Mondovì. L'obelisco fu eretto su un primitivo cippo roccioso dal quale celebre geofisico e matematico piemontese Giovanni Battista Beccaria fece i suoi calcoli, e viene anche chiamato "Guglia Beccaria").
Al matematico Beccaria fu intitolato anche il piccolo tratto di corso (che per molto tempo fu anche il corso più corto di Torino, 100 m, il cui primato andò poi a corso Ciro Menotti, di soli 60 metri) che parte dal giardinetto dell'obelisco verso il corso Principe Eugenio. Infine, al centro della piazza, presso la fontana del Frejus, vi è l'accesso che conduce al sistema fognario che qui ha il suo snodo principale. Anche questo elemento favorì il crearsi di leggende e credenze che vogliono la piazza come fulcro della magia negativa o, addirittura, punto d'ingresso di una delle tre presunte Grotte Alchemiche che sarebbero presenti in città. Esistono tour organizzati che includono la piazza come una delle tappe principali.

### Il monumento al traforo del Fréjus

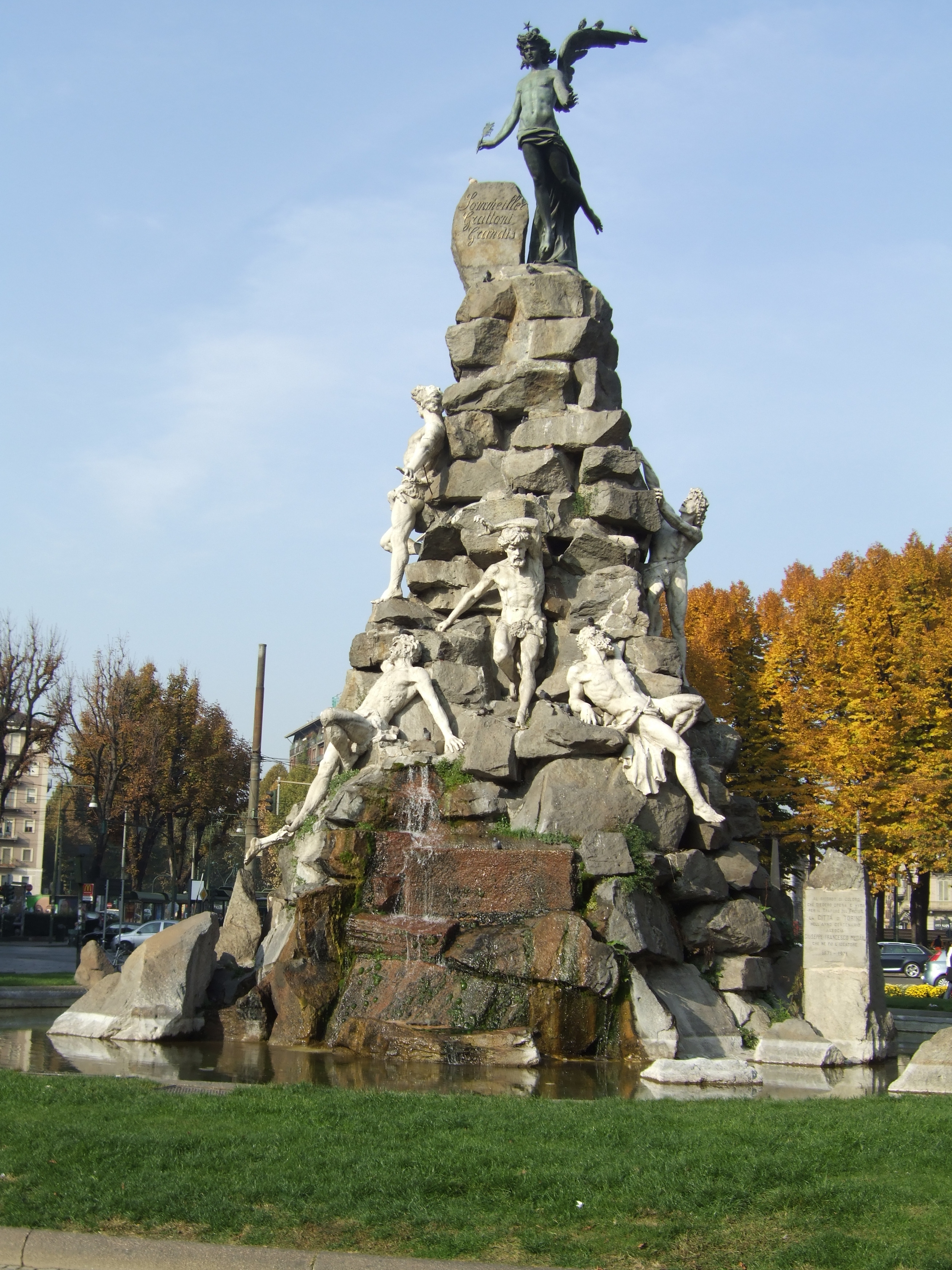
Monumento al traforo del Fréjus (1879).

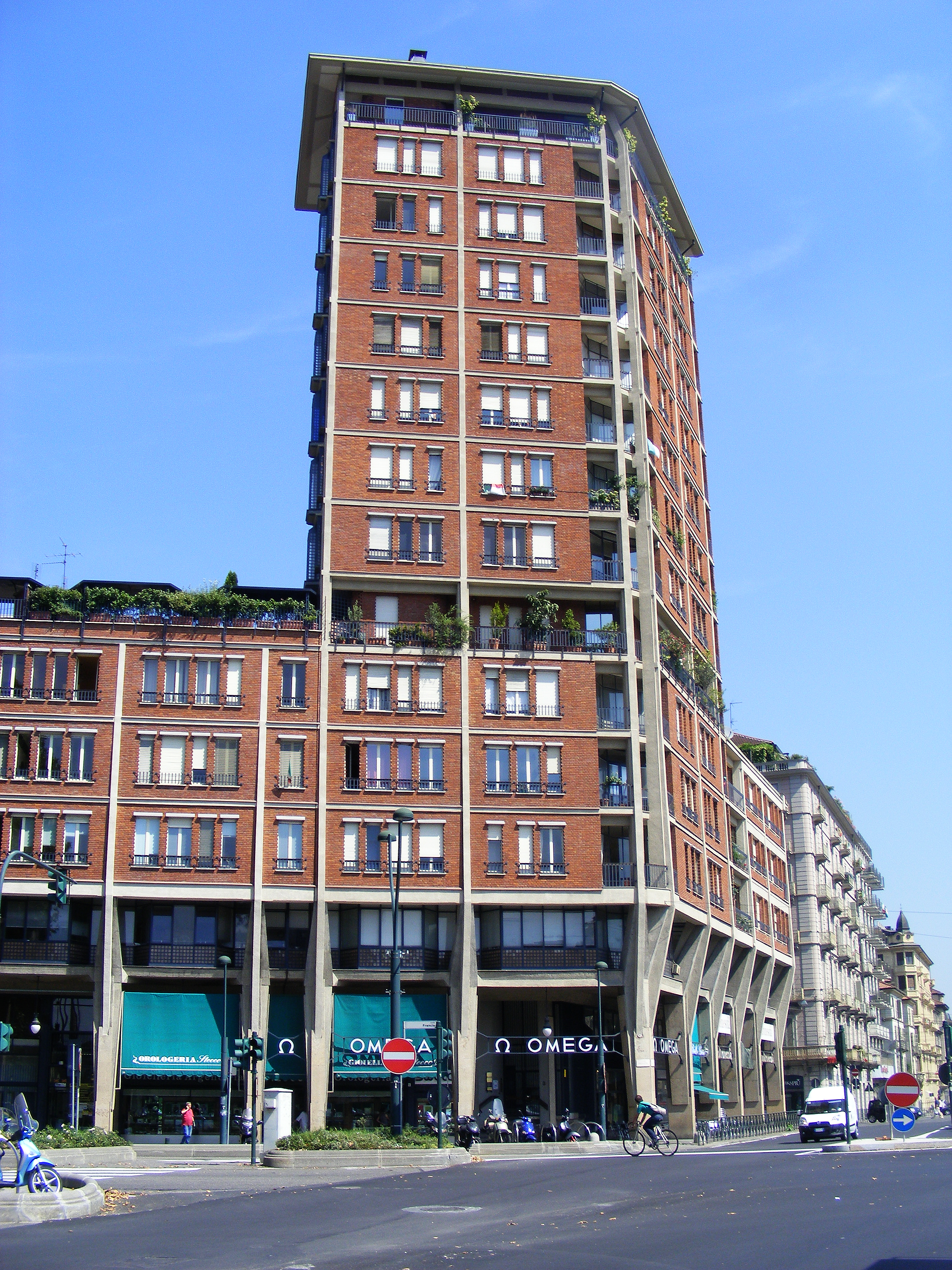
La Torre BBPR all'imbocco di corso Francia; BBPR, 1959.

Al centro dei giardini della Piazza fu eretto un imponente monumento, dedicato alla realizzazione del traforo ferroviario del Frejus, un'opera infrastrutturale che, nel 1871, riuscì finalmente a collegare merci e passeggeri da Modane, in Francia, con la Valle di Susa, in Piemonte, passando sotto la Montagna del Fréjus. 

Il monumento, presente sul lato ovest dei giardinetti centrali, fu concepito dal conte Marcello Panissera di Veglio, allora presidente dell'Accademia Albertina di Belle Arti, e fu inaugurato nel 1879. Consiste in una piramide di enormi massi provenienti proprio dallo scavo del traforo; la piramide è sovrastata da un Genio alato, con una stella a cinque punte rovesciata sul capo, sotto il quale trovano posto le figure marmoree dei Titani abbattuti. Il tutto è un'allegoria del trionfo della ragione sulla forza bruta, nello spirito positivista dell'epoca in cui fu realizzato.
Tuttavia, nella tradizione popolare, a questo significato originario se ne sovrappose un altro, secondo cui il monumento celebrerebbe invece le sofferenze patite dai minatori dell'epoca per realizzare l'opera. Altre interpretazioni, legate sempre alla magia nera, vedrebbero, nella statuetta del Genio alato, lo stesso Lucifero

### Tranvia Torino-Rivoli e Porta Susa
Con la nascita della vicinissima Stazione Ferroviaria di Porta Susa nel 1856, la parte occidentale della piazza fu attraversata dalla trincea aperta per i binari della neonata linea ferroviaria per Chivasso-Novara-Milano. La trincea era attraversabile solo in due tratti: verso lo stradale di Francia e verso via San Donato.
In questo stesso punto venne costruita la cosiddetta "stazione Colli" quando iniziò ad operare (nel 1871) la ferrovia economica che collegava Torino a Rivoli lungo corso Francia.
Nel 1895 poi, la suddetta stazione fu abbattuta per ampliare tutta la piazza verso ovest, creando quella che oggi è l'isola viaria alle confluenze di corso Inghilterra-corso Francia-via Cibrario-via San Donato, mentre i binari della stessa ferrovia per Milano furono interrati sotto la superficie. Lo scalo tranviario diretto per Rivoli fu spostato sullo stesso corso Francia, con una nuova stazione in stile liberty torinese, ma anche quest'ultima fu dismessa nel 1955, per poi essere abbattuta e successivamente rimpiazzata dall'attuale comprensorio della Torre BBPR negli anni sessanta, che prosegue fino alla retrostante via Carlo Matteucci.

### La torre BBPR
Sul lato ovest della piazza, all'imbocco di corso Francia, sorge l'edificio noto come Torre BBPR, unica testimonianza dell'architettura post-razionalista di scuola milanese della città. Commissionata dalla Reale Mutua Assicurazioni e costruita dall'impresa dell'ing. Luigi Raineri, è stata progettata nel 1959 dal noto Studio BBPR di Milano e inaugurata nel 1961.
Sotto i portici della torre, un lapide ricorda la fucilazione di nove partigiani, avvenuta in data 12 ottobre 1944, a scopo di rappresaglia nazista dopo un attentato contro il ristorante dell'albergo "Tre Re", avvenuto il giorno precedente, in cui rimasero feriti alcuni soldati tedeschi

## La piazza come luogo di contestazione
A partire dalla sua nascita, la piazza fu teatro dei tumulti del 1864 per il trasferimento della capitale d'Italia da Torino a Firenze. Da allora, la piazza fu utilizzata spesso per cortei e manifestazioni politiche e sociali varie.
La protesta storica più degna di nota fu quella del 1962, quando la piazza fu sede di uno dei primi grandi scioperi operai del dopoguerra. Durante la stagione dei contratti dell'industria metalmeccanica, decine di migliaia di dimostranti provenienti dalla Fiat e dalla Lancia, a ondate successive, si riversarono in piazza Statuto fra il 6 e il 10 luglio 1962, per protestare contro il sindacato della UIL, che qui aveva sede e che aveva firmato un accordo separato con l'industria Fiat. Seguirono gravi e prolungati scontri con la polizia con centinaia di fermi e arresti tra i manifestanti.

## I grandi lavori infrastrutturali 1990-2016
La parte occidentale della Piazza, nel periodo 1990-2016, fu interessata da imponenti lavori sotterranei, legati ai seguenti opere infrastrutturali:
- 1990-2008: a livello sotterraneo più profondo, furono realizzati i tunnel del nuovo Passante ferroviario di Torino, con la graduale dismissione e rimozione dei binari in superficie della vecchia Stazione di Torino Porta Susa (1856-2008) e l'inaugurazione della nuova e imponente Stazione Sotterranea di Torino Porta Susa (2009).[10].
- 2001-2006: al livello sotterraneo intermedio, fu fatto passare il canale della linea 1 della Metropolitana di Torino, con la vicina fermata sotterranea di Piazza XVIII Dicembre; il tunnel metropolitano qui curva da direzione nord-sud passando appena sotto corso San Martino, in direzione ovest, verso corso Francia.
- 2010-2016: a livello sotterraneo più alto, immediatamente sotto la superficie stradale di corso Inghilterra, fu ultimato il lungo collegamento 1-2 della Spina Centrale viaria stradale, che connette lo stesso corso Inghilterra fin oltre Corso Principe Oddone, senza quindi coinvolgere il traffico stradale della Piazza stessa. Fu chiusa al traffico automobilistico anche la storica via Pietro Santarosa, che costeggiava la vecchia ferrovia in superficie[11].

## Influenze culturali
- Vicino alla Piazza, lungo via Cibrario, era presente il Cinema Statuto, diventato poi tristemente famoso per il tragico incendio del 13 febbraio 1983
- I mod torinesi hanno, fin dagli anni ottanta, fatto di piazza Statuto il loro punto di ritrovo davanti al numero civico 18, di fronte al Palazzo Paravia, alle 16 di ogni sabato
- Dalla piazza ha anche preso il nome il gruppo musicale ska modernista degli Statuto, attivo sulla scena dal 1983